# La Foire aux femmes
Pour plus de détails, voir Fiche technique et Distribution.
La Foire aux femmes est un film français réalisé par Jean Stelli, sorti en 1956.

## Fiche technique
Source IMDb
- Titre : La Foire aux femmes
- Réalisation : Jean Stelli
- Scénario et dialogues : Antoine Blondin et Serge de Boissac, d'après le roman de Gilbert Dupé (Denoël, 1941)
- Photographie : Jacques Mercanton
- Son : Yves Dacquay
- Musique : René Sylviano
- Décors : Daniel Guéret, Robert Clavel
- Montage : Jean Feyte, Raymond Lamy
- Sociétés de production : Vega Films - Gray Films - Agence Générale Cinématographique - C.F.C. Films
- Pays d'origine :  France
- Genre : Comédie
- Durée : 88 minutes
- Date de sortie : 
  - France : 11 mai 1956

## Distribution
Source IMDb
- Etchika Choureau : Ludivine
- Dora Doll : Mariette
- Jean Danet : Jean-Pierre
- Alfred Adam : Armand
- Élisa Lamothe : Michèle
- René Clermont
- Germaine Sablon
- Juliette Faber
- Marie-Louise Godard